# التمويه النشط

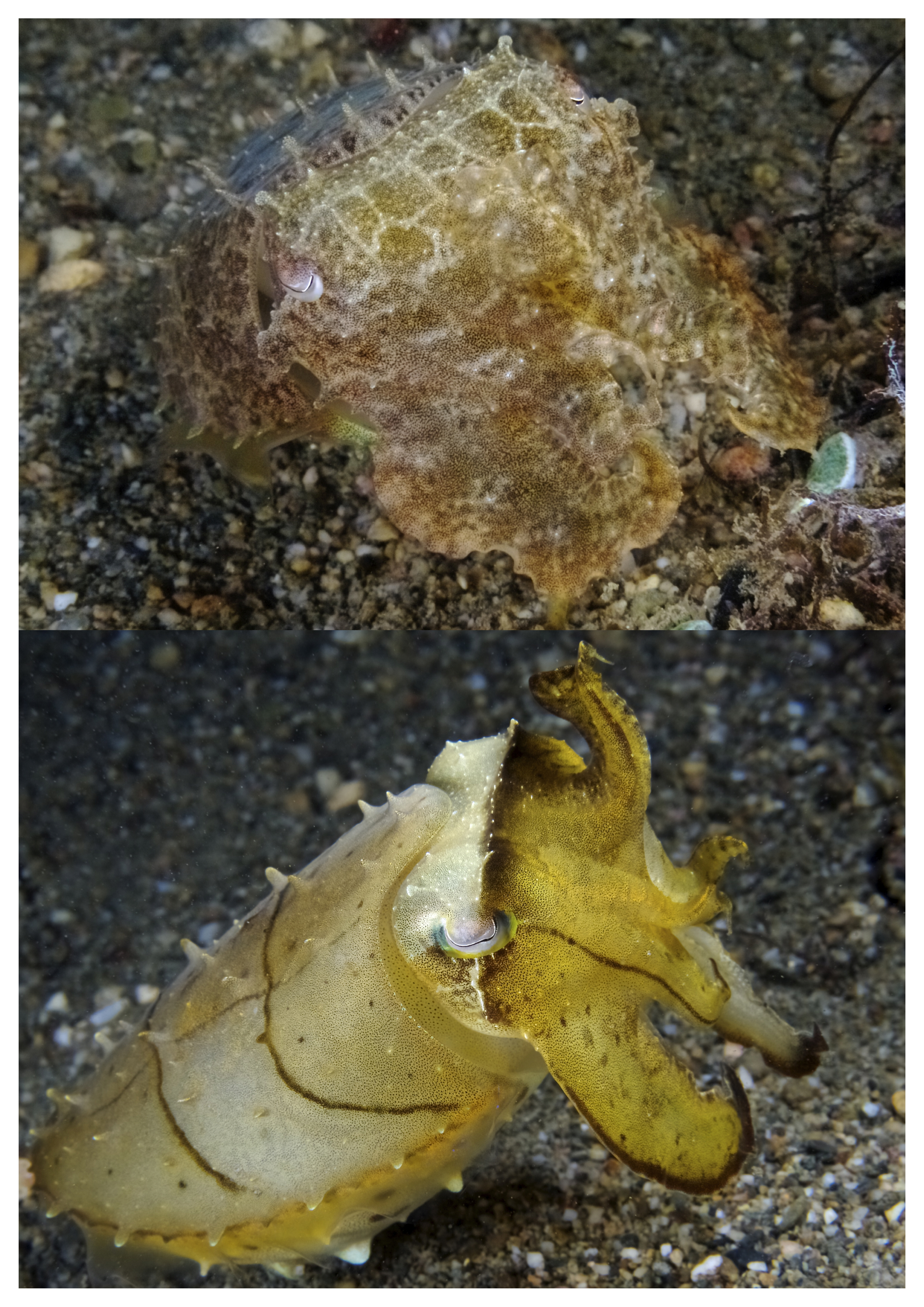
العديد من رخويات مثل حبار يمكن أن تغير لونها بسرعة من إشارة خطر أو لتُقابل المحيط.

التمويه النشط أو التمويه المتكيف هو التمويه الذي يتغير ويتأقلم بسرعة مع البيئة المحيطة مثل بعض الحيوانات أو المركبات العسكرية. نظرياً، يوفر التمويه النشط غطاء مثالي من الملاحظة البصرية.
يوجد التمويه النشط في عدد من الحيوانات، الزواحف على اليابسة، رخويات رأسيات القدم والسمك المفلطح في البحر. تنجز الحيوانات التمويه النشط بتغيير اللون وبالإضاءة العكسية (بالإنجليزية: Counter-illumination) ، مع استخدام للضيائية الحيوية. اخترع التمويه العسكري بالظل المعكوس لأول مرة بالحرب العالمية الثانية واستخدم على القطع البحرية.

## تعريف
يوفر التمويه النشط التخفي إما عن طريق جعل الجسم مماثل للمحيط به، لكن ينجح التخفي من خلال التنكر الدقيق، وعبر تغيير مظهر الجسم كلما تغير المحيط.

## الأبحاث
يعود أصل التمويه النشط إلى دراسات الحرب العالمية الثانية في الإضاءة العكسية. أوائل هذه الدراسات كانت تسمى التمويه الضوئي المنتشر (بالإنجليزية: Diffused lighting camouflage) الذي اختبر على الحراقات في البحرية الملكية الكندية منها أتش أم سي أس ريموسكي (بالإنجليزية: HMCS Rimouski). تبعه القوات المسلحة الأمريكية بالمشروع «أضواء يهودي» للطائرات، والمملكة المتحدة أيضا. أضاف مشروع أضواء يهودي للطائرة أضواء زرقاء قليلة الكثافة. عندما تكون السماء غير سوداء بالكامل، تشاهد الطائرة غير مضاءة (بأي لون) مجدداً. بإضافة ضوء أزرق قليل الانبعاث والحجم، يقابل معدل سطوع الطائرة سماء تلك اللية بشكل أفضل، وتستطيع الطائرة الوصول إلى الهدف قبل رصدها بشكل أقرب.
يستخدم التمويه النشط حاليا بالصمام ثنائي عضوي باعث للضوء والتقنيات الأخرى التي تسمح للصور بأن تعرض على سطوح غير منتظمة. باستخدام بيانات الكاميرا، يمكن للجسم أن يتخفى جيدا عن الرصد بالعين البشرية والحساسات البصرية في حالة السكون. يضعف التمويه العادي في حالة الحركة، لكن يستمر التمويه النشط بجعل الأجسام المتحركة صعبة الرؤية أيضا. يعمل التمويه النشط بشكل أفضل باتجاه واحد وفي وقت واحد، مما يتطلب المعرفة بمكان الراصد والجسم المرصود.
توجد تقنيات التمويه النشط في النظريات والمقترحات المجربة للنماذج الأولية فقط. في عام 2003 أنشى الباحثون في جامعة طوكيو بقيادة سوسومو لنا (بالإنجليزية: Susumu Tachi) نموذجا أوليا لنظام التمويه النشط باستخدام مادة مدمجة مع حبيبات عاكسة للضوء. وضعوا منظار أمام قطعة قماش ويروا عبر قطعة زجاج شفافة قطعة القماش. تلتقط كاميرا الفيديو المحيط الموجود خلف قطعة القماش. ويعرض عارض الفيديو الصورة على قطعة الزجاج بشكل منعرج وتظهر كمرآة جزئية تعكس جزء صغيرا من الصورة على قطعة القماش.تعكس العاكسات في قطعة القماش الصورة على قطعة الزجاج والسماح لمعظم الضوء المعكوس بالمرور ورؤيته على العارض. يعمل هذا النظام في حالة الرؤية من زواية معينة فقط.

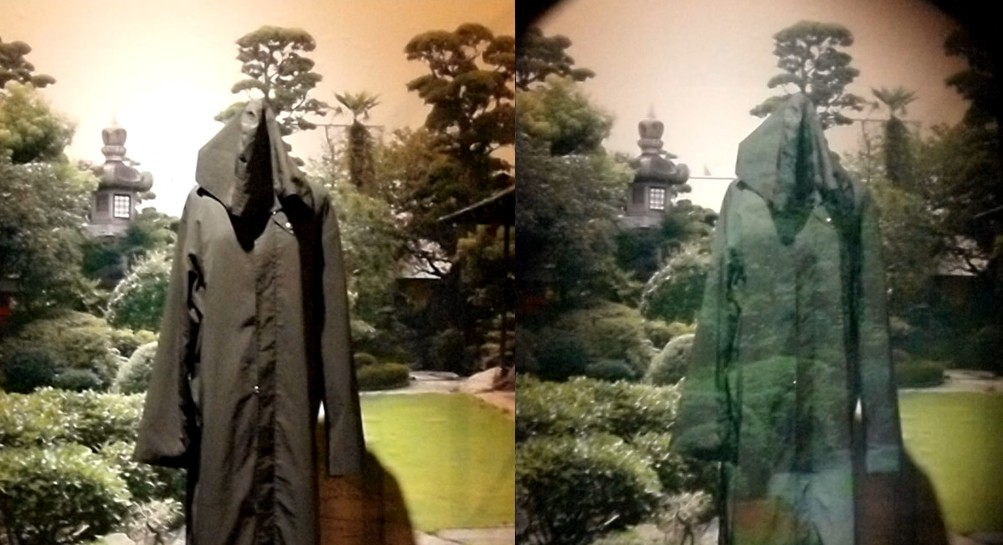
تستخدم عباءة التخفي التمويه النشط بتطوير سوسومو لنا.على اليسار: يمكن رؤية قطعة القماش بدون أي جهاز. على اليمين: ترى نفس قطعة القماش مع العارض بنصف مرآة وهو جزء من تقنية العارض العاكس

يعتبر نظام الترتيب البصري (بالإنجليزية: Phased-array optics) من وسائل التمويه النشط، عبر توفير التصوير ثلاثي الأبعاد باستخدام الحاسوب (بالإنجليزية: Computer-generated holography) وينتج صورة ثلاثية الأبعاد لشكل المحيط بالجسم المراد إخفائه وليس عبر إنتاج صورة ثنائي الأبعاد لشكل المحيط بالجسم المراد إخفائه. على عكس الصورة ثنائية الأبعاد، تظهر الصورة ثلاثية الأبعاد بالشكل الفعلي للمنظر خلف الجسم بعيدا عن مكان أو بعد الناظر أو زاوية النظر.

## وصلات إضافية
- "Multi-perspective background simulation cloaking process and apparatus", مكتب الولايات المتحدة لبراءات الإختراع والعلامات التجارية
- "Scientist show off 'invisible coat'", سيدني مورنينغ هيرالد, March 30, 2003
- Phased Array Optics
- "thermal+visual+camouflage"&OS= "Thermal and Visual Camouflage System Patent No 6,338,292", مكتب الولايات المتحدة لبراءات الإختراع والعلامات التجارية